# Имнадзе, Лука
Лука Имнадзе (груз. ლუკა იმნაძე; род. 26 августа 1997, Ланчхути, Гурия) — грузинский футболист, нападающий казахстанского клуба «Ордабасы».

## Карьера
Воспитанник клуба «Гурия», начал карьеру в грузинском клубе «Самтредиа», за который дебютировал в матче против «Локомотива» Тбилиси.
В январе 2021 года перешёл в азербайджанский клуб «Сабаил».
Летом 2021 года подписал контракт с казахстанским клубом «Акжайык».

## Национальная сборная
В 2017 году сыграл 4 матча за сборную Грузии до 21 года, отличившись в матче против сверстников из Исландии (4:4).

## Достижения
«Акжайык»
- Финалист Кубка Казахстана: 2022

## Клубная статистика
| Игровая карьера | Игровая карьера | Игровая карьера | Лига | Лига | Кубки | Кубки | Межд. | Межд. | Др. | Др. |
| --------------- | --------------- | --------------- | ---- | ---- | ----- | ----- | ----- | ----- | --- | --- |
| 2021            | Акжайык         | А               | 7    | 1    | 6     | 1     | —     | —     | —   | —   |
| 2022            | Акжайык         | А               | 24   | 3    | 8     | 0     | —     | —     | —   | —   |
| 2023            | Кызыл-Жар       | А               | 26   | 4    | 3     | 0     | —     | —     | —   | —   |
| 2024            | Кызыл-Жар       | А               | 23   | 4    | 5     | 1     | —     | —     | —   | —   |